# الكسيس كاسترو
الكسيس كاسترو (بالإسبانية: Alexis Castro)‏ (23 يناير 1984 الأرجنتين - ) هو لاعب كرة قدم أرجنتيني يلعب كلاعب وسط.

## روابط خارجية
- الكسيس كاسترو على موقع قاعدة بيانات كرة القدم.إي يو (الإنجليزية)
- الكسيس كاسترو على موقع Soccerway.com (الإنجليزية)